# バルテルミーの大虐殺
『バルテルミーの大虐殺』（バルテルミーのだいぎゃくさつ、La Reine Margot）は、1954年製作のフランス映画。日本公開は1955年。
16世紀フランスのサン・バルテルミの虐殺を題材にした、文豪アレクサンドル・デュマ・ペールの歴史小説『王妃マルゴ』を原作とする。1995年製作の『王妃マルゴ』のオリジナル版でもある。フランスを代表する大女優であり、後に重鎮的存在にもなっているジャンヌ・モローの若かりし頃の主演作である。

## キャスト
- ジャンヌ・モロー（王妃マルゴ〈マルグリット・ド・ヴァロワ〉）
- フランソワーズ・ロゼー（母后カトリーヌ）
- アンドレ・ベルシーニ（ナヴァール王アンリ）
- アルマンド・フランチオーリ（ジョゼフ・ド・ラ・モール）
- ダニエル・チェカルディ（アンジュー公アンリ）
- ルイ・ド・フュネス（ルネ・ビアンキ）※クレジットなし

## あらすじ
王妃となるマルゴはナバラ（ナヴァール）の王アンリと結婚する。しかし、それは12年ものカトリック・プロテスタント両教徒の内戦に終止符を打つための政略結婚であった。更に宮廷の実権を握る母后カトリーヌは、ひそかに新教徒大虐殺を計画していた。
ナヴァール王アンリへ危険を告げる密書を携えて馬を急がせる青年貴族ラ・モール伯爵は、カトリックの首魁ギーズ公アンリの許へ急ぐ貴族ココナスと知り合う。城に忍び込んだラ・モールは王妃マルゴに会い、事情を話し密書を渡すが、マルゴはカトリック一味に捕えられ密書を奪われてしまう。一方母后カトリーヌは息子シャルル9世やギーズ公らを丸め込み、聖バルテルミーの夜、新教徒虐殺が行われた。城の内外は凄惨な状態になり、やがてマルゴ達の身にも悲劇が訪れ、シャルル9世は誤って砒素で衰弱してしまう……。